# Auslagerung der norwegischen Goldreserven im Zweiten Weltkrieg
Die Auslagerung der norwegischen Goldreserven (norweg. Gulltransporten) bezeichnet eine Episode des Zweiten Weltkriegs in Skandinavien. Der norwegischen Regierung gelang es dabei, die Goldreserven des Landes in einer mehrwöchigen Operation von Oslo nach Tromsø und von dort nach Großbritannien zu bringen und sie so dem Zugriff der deutschen Wehrmacht zu entziehen. Die norwegische Exilregierung war damit die einzige Exilregierung im Zweiten Weltkrieg, die während der gesamten Kriegszeit finanziell unabhängig war. Dementsprechend wurde der Gulltransporten nach dem Krieg zu einem norwegischen Nationalmythos.

## Vorgeschichte

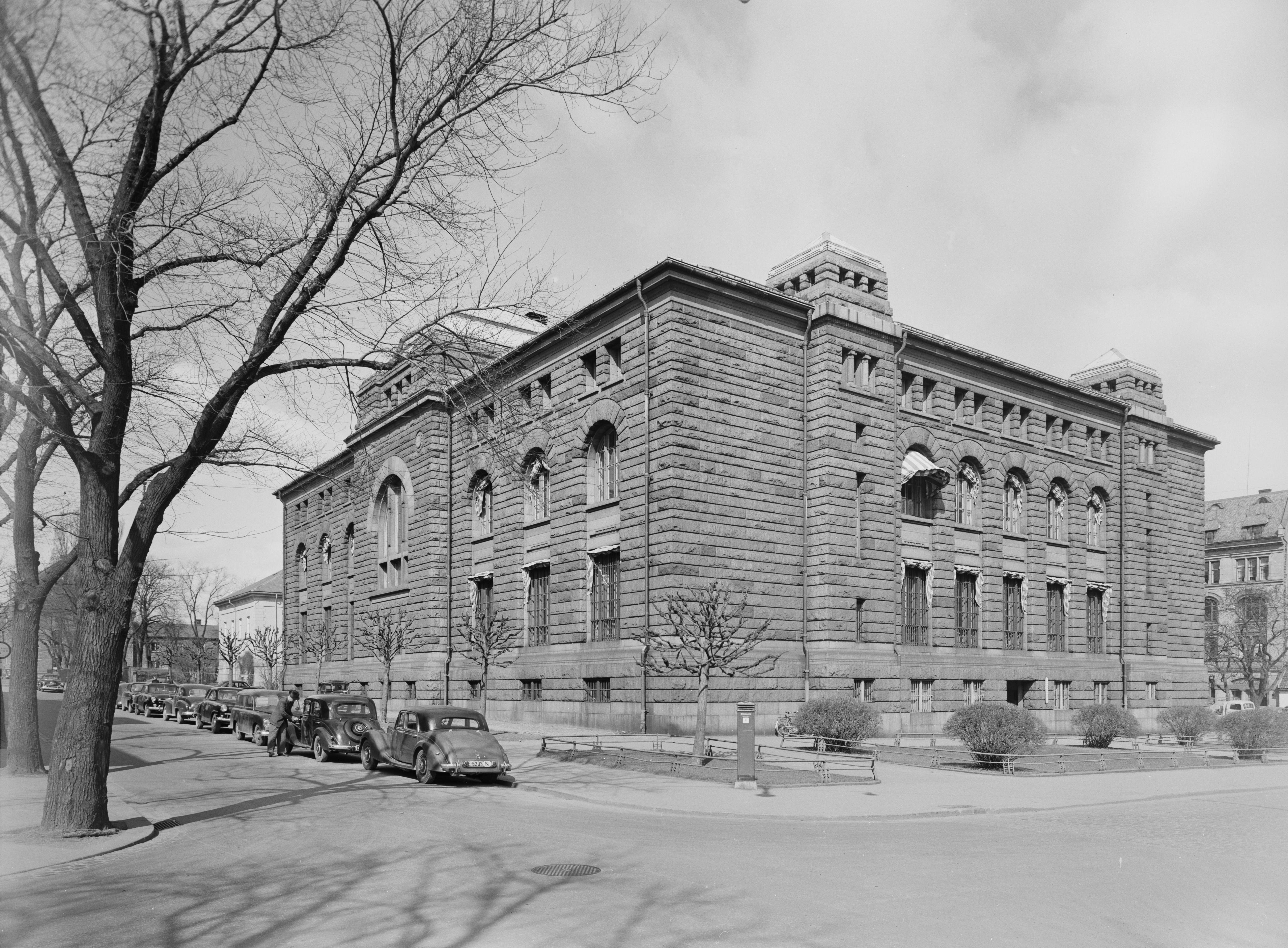
Norges Bank, die norwegische Zentralbank, in den 1930er Jahren

Zu den ersten Maßnahmen, die das Deutsche Reich vor dem und zu Beginn des Zweiten Weltkriegs bei der Besetzung von Ländern traf, gehörte die Beschlagnahmung der jeweiligen nationalen Goldreserven, beispielsweise in Belgien 201,2 Tonnen, in den Niederlanden 122,2 Tonnen oder in Luxemburg 4,3 Tonnen. Das Deutsche Reich konnte durch diese Goldbestände vorübergehend seinen Devisenmangel ausgleichen.
Auch bei der Besetzung Norwegens – ab 9. April 1940 im Rahmen des Unternehmens Weserübung – war eine sofortige Beschlagnahmung der Goldreserven der Norges Bank, der norwegischen Zentralbank, geplant. Die Norges Bank hatte allerdings mit dieser Maßnahme gerechnet und die Goldvorräte des Landes, insgesamt rund 53 Tonnen in Barren und Münzen, bereits in den Wochen zuvor transportfähig machen lassen. Die Goldbarren waren in 818 Kisten zu je 40 Kilogramm und in weitere 685 Kisten zu je 25 Kilogramm, die Goldmünzen in 39 Fässer mit jeweils 80 Kilogramm verpackt worden.

## Verlauf der Operation

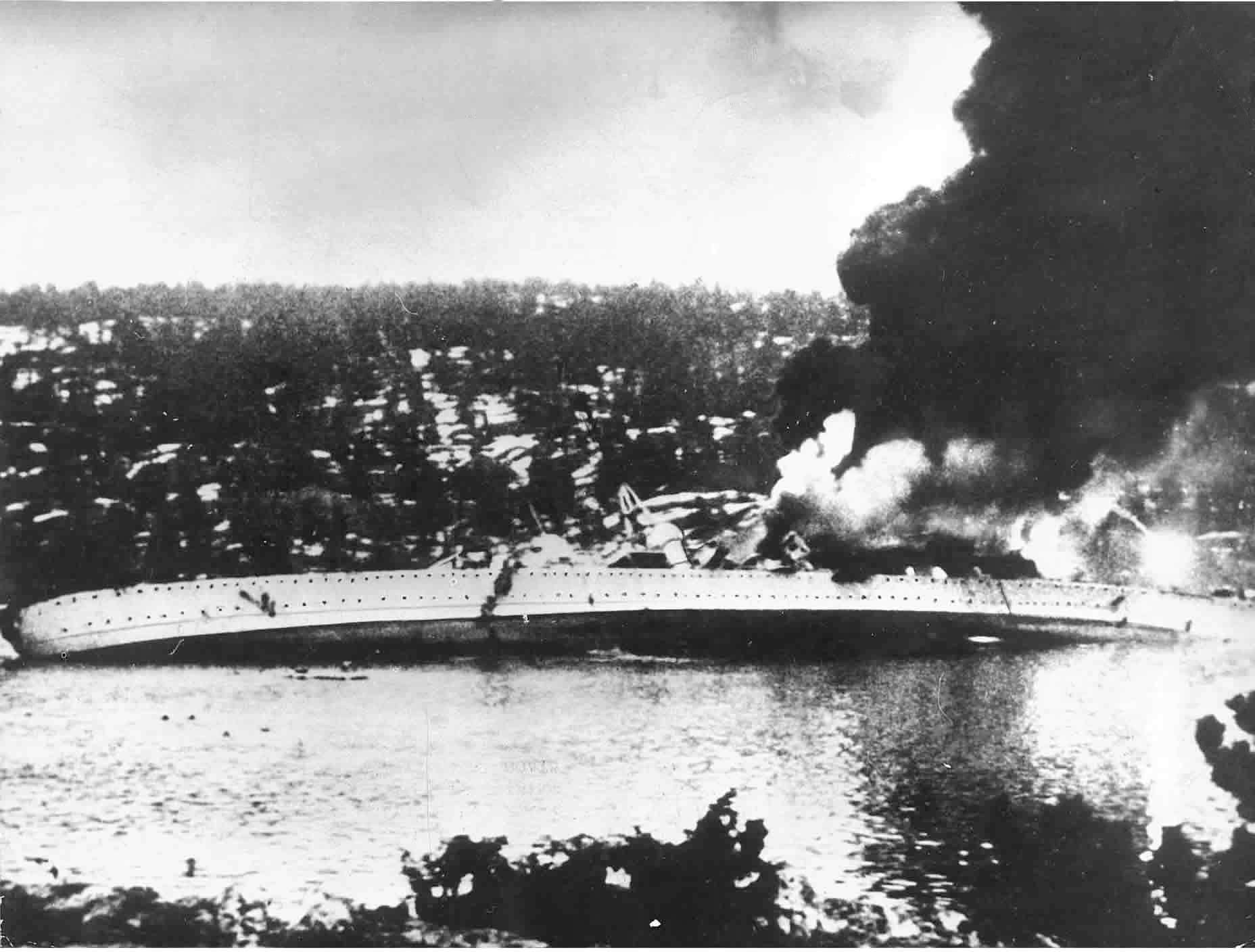
Die brennende Blücher kentert im Oslofjord, 9. April 1940

Die Besetzung Oslos durch die Wehrmacht hatte sich durch die Versenkung des Schweren Kreuzers Blücher im Oslofjord um mehrere Stunden verzögert, so dass die verpackten Goldbestände von Angestellten der Norges Bank noch in Sicherheit gebracht werden konnten. Insgesamt wurden 1503 Kisten und 39 Fässer auf 26 zivile Lastwagen verladen und nach Lillehammer gebracht.
Aufgrund des Vorrückens der Wehrmacht nach Norden musste das Gold von Lillehammer am 19. April 1940 mit zwölf Eisenbahnwaggons weiter nach Åndalsnes in Westnorwegen transportiert werden, wo unterdessen britische Truppen gelandet waren. Von dort sollte das Gold per Schiff nach Großbritannien geschickt werden.
Da die Verladung wegen deutscher Luftangriffe vorzeitig abgebrochen werden musste, verließ der britische Kreuzer HMS Galatea Åndalsnes am 24. April nur mit etwa acht Tonnen Gold. Das in Norwegen verbliebene Gold wurde am 25. April 1940 erneut auf LKWs verladen und weiter nach Molde transportiert.

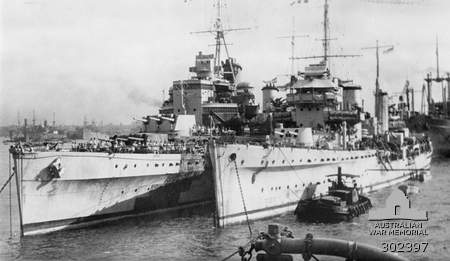
Die britischen Kreuzer Enterprise (rechts) und Glasgow (1942)

Am 29. April wurden in Molde 756 Kisten mit Goldbarren und sämtliche Fässer mit Münzen auf den britischen Kreuzer Glasgow verladen, der – mit der norwegischen Regierung und König Haakon – nach Tromsø in Nordnorwegen fuhr. Die restlichen Goldbestände wurden auf mehreren Fischkuttern zunächst auf die Insel Frøya gebracht und von dort mit größeren Schiffen nach Tromsø transportiert.
Rund sieben Wochen nach Beginn der Besetzung Norwegens verließen die restlichen Goldbestände am 25. Mai 1940 Tromsø auf dem britischen Kreuzer Enterprise. Die norwegischen Goldreserven wurden damit dem Zugriff der Wehrmacht vollständig entzogen, wobei von den insgesamt 53 Tonnen Gold nur etwa 300 Münzen verloren wurden. Das Gold kam zunächst nach Großbritannien und wurde noch 1940 weiter nach Kanada verschifft. Mit dem Gold bestritt die norwegische Exilregierung während des Krieges ihre Ausgaben. Ein Rest von zehn Tonnen kehrte 1987 nach Norwegen zurück.